# 雅普·斯塔姆
雅各布·“雅普”·斯塔姆（荷蘭語：Jakob "Jaap" Stam，1972年7月17日—），是一名荷蘭已退役足球運動員，世界足壇最佳荷蘭巨星之一。司職中堅或右閘，退休前效力荷蘭甲組聯賽球會阿贾克斯。斯塔姆曾效力英超球隊曼聯，曼聯於1999年贏得「三冠王」時，斯塔姆也是成員之一。

## 球員生涯

### 出道初期
斯塔姆出身於荷蘭的乙、丙組球會，1996年轉會荷蘭強隊埃因霍温，開始嶄露頭角。同年，斯塔姆首次代表國家隊出戰，首場對手是德國，雖然最後以0-1落敗，他自此成為國家隊中流砥柱。當他以穩固防守，幫助荷蘭以2-2賽和排在世界首位的巴西後，斯塔姆變成國家隊不可或缺的必然正選。
斯塔姆反應快捷，包抄、補位及頂上功夫皆一流，堪稱世界一級後衛。斯塔姆於1998年隨國家隊參加世界杯，憑其出色表現，獲得該年荷蘭最佳足球員。在此之前他與英超球會曼聯達成協議，在世界杯後以破紀錄的後防轉會費──1060萬英鎊轉投。

### 曼聯
轉投曼聯乃斯塔姆職業生涯中的轉捩點，加入曼聯初期，他因與隊友默契不足，加以未習慣英國足球文化，暫未有表現。當適應期過後，斯塔姆表現則令人刮目相看，贏得不少好評。加盟曼聯首季，他成功為曼聯贏得英超聯賽、英格蘭足總杯和歐冠杯三料冠軍，時稱「三冠王」。之後曼聯連奪兩屆英超冠軍，斯塔姆也參與其中。
當時斯塔姆被英國人認為是最成功收購，也是英超最佳後衛之一。在1999年1月，他在對米杜士堡的一場足總盃賽事中被選為最佳球員，並在曼聯勝李斯特城6:2的賽事中取得他加盟曼聯以來的第一個入球。可惜及後他出版了一本自傳，內容大爆曼聯隊中秘密，導致曼聯領隊弗格森不滿，結果他於2001年送往意甲球會拉素。

### 拉齐奥
轉會拉齐奥後斯塔姆不但未能發揮表現，其後拉齐奥因母公司破產陷入財政困難，包括斯塔姆在內的大多數球員全部都被球會欠薪。由於當時意甲被揭發差不多所有球會都有財政困難，甚至有些不符合留在甲組的資格，而拉齐奥儘管未牽涉其中，但也要不斷出售球員套現，最終斯塔姆也要被賣到意甲豪門AC米蘭。

### AC米蘭
斯塔姆在2004年歐洲國家盃後加盟AC米蘭。自此史譚表現有所回升，穩坐後防正選。在AC米蘭期間史譚贏得了意大利超級盃，剛好對手正是舊主拉齐奥。當時AC米蘭是以3-0勝出。
2005年，他随AC米蘭进入了他的第二次欧洲冠军联赛决赛，但AC米蘭在点球大战中被利物浦击败，只能獲得亚军。

### 阿贾克斯
2006年史譚重返荷蘭加盟阿贾克斯，斯塔姆重返荷甲即做隊長。在此期間斯塔姆沒有贏得荷甲聯賽冠軍，反而荷蘭盃則贏得了一個。
2007年10月29日，斯塔姆因膝傷關係，宣佈結束球員生涯。

## 退役後

### 曼聯
2008年史譚重返曼聯，出任曼聯球探。

## 榮譽
- 英格蘭超級聯賽冠軍：1999、2000、2001
- 英格蘭足總杯：1999
- 歐洲聯賽冠軍杯：1999
- 意大利超級盃：2004
- 荷蘭盃：2007

## 外部連結
- 史譚個人網頁